# Федеральная служба налоговой полиции Российской Федерации

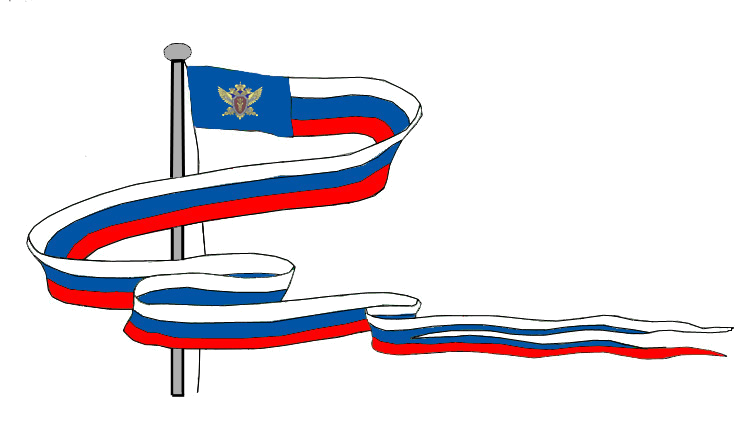
Вымпел ФСНП России

Федеральная служба налоговой полиции Российской Федерации (ФСНП России) — подчинённый непосредственно Президенту правоохранительный орган России, существовавший с 1992 по 2003 год.

## История
18 марта 1992 года в соответствии с указом президента Российской Федерации № 262 было создано Главное управление налоговых расследований при Государственной налоговой службе Российской Федерации (ГУНР) со штатной численностью 12 тысяч человек. Управление возглавил бывший генерал КГБ СССР В. Б. Ямпольский.
20 мая 1993 года принят Закон «О федеральных органах налоговой полиции», в соответствии с которым как правопреемник ГУНР учреждён Департамент налоговой полиции Российской Федерации (на правах Госкомитета России). В тот же день Верховный Совет России утвердил Положение о прохождении службы в органах налоговой полиции. Постановлением Совета министров Российской Федерации от 11 октября 1993 года утверждено Положение о Департаменте налоговой полиции Российской Федерации и перечень должностей, по которым присваиваются специальные звания сотрудникам налоговой полиции. Установлена штатная численность федеральных органов налоговой полиции: на 1 января 1994 года — 21,5 тысяч единиц; на 1 января 1995 года — 43,8 тысяч единиц (впоследствии штатная численность доходила до 53 тысяч единиц без учёта обслуживающего персонала). директором Департамента назначен С. Н. Алмазов.
Федеральным законом № 200-ФЗ от 17 декабря 1995 года в закон «О федеральных органах налоговой полиции» внесены поправки. В соответствии с ними Департамент налоговой полиции переименован в Федеральную службу налоговой полиции Российской Федерации (ФСНП России). По штату, директору ФСНП России устанавливалось предельное специальное звание генерал-полковник налоговой полиции, заместителям директора и начальникам ключевых управлений (оперативного, следственного, налоговых проверок, собственной безопасности, физической защиты, кадров, организационно-инспекторского, оперативно-технического и поискового) — генерал-лейтенанта налоговой полиции.
Основной задачей самого молодого на тот момент правоохранительного органа, наделённого правом ведения оперативно-розыскной, экспертной и следственной деятельности, устанавливалась борьба с налоговыми преступлениями и правонарушениями, а также борьба с коррупцией в налоговых органах.
Указом исполняющего обязанности Президента Российской Федерации Владимира Путина от 16 марта 2000 года в знак признания важного значения федеральных органов налоговой полиции в обеспечении экономической безопасности был установлен профессиональный праздник — День налоговой полиции. ФСНП России являлась правоохранительным органом, который полностью возмещал расходы на своё содержание. За 2001 год федеральными органами налоговой полиции возбуждено более 36 тысяч уголовных дел, сумма возмещённого ущерба по оконченным уголовным делам составила около 27 миллиардов рублей, всего в результате оперативно-служебной деятельности ФСНП России в бюджет возвращено более 100 миллиардов рублей. Выявлено свыше 150 тысяч административных правонарушений, наложено административных штрафов на сумму в несколько сотен миллионов рублей.

Сотрудники налоговой полиции принимают присягу

В ФСНП России была создана Академия налоговой полиции и ряд других образовательных учреждений.
С 1 июля 2003 года указом президента Российской Федерации В. В. Путина № 306 от 11 марта 2003 года ФСНП России упразднена без объяснения причин. Большинство функций ФСНП России и штат в 16 тысяч единиц переданы Министерству внутренних дел. Материальная база и 40 тысяч штатных единиц переданы во вновь созданный Госнаркоконтроль.

### Служебное оружие
В 1993—2003 годах Положением «О прохождении службы в органах налоговой полиции Российской Федерации» от 20 мая 1993 года N 4991-I и пунктом 17 ст. 11 Федерального Закона от 24.06.1993 № 5238-1 «О федеральных органах налоговой полиции» — сотрудникам налоговой полиции разрешалось хранить, носить и применять табельное огнестрельное оружие и спецсредства.

## Директоры ФСНП России
- Алмазов, Сергей Николаевич — первый директор ФСНП России (до 18 февраля 1999 года)[5], генерал-полковник налоговой полиции.
- Солтаганов, Вячеслав Фёдорович — директор ФСНП России в 1999—2001 годах[6], генерал-полковник налоговой полиции.
- Фрадков, Михаил Ефимович — директор ФСНП России с 28 марта 2001 года по 11 марта 2003 года[7].

## Структура ФСНП России (на 2003 год)
- Главное оперативное управление
- Главное управление документальных проверок
- Главное следственное управление
- Главное организационно-инспекторское управление
- Главное управление безопасности и борьбы с коррупцией
- Главное управление физической защиты
- Главное оперативно-техническое и поисковое управление
- Главное управление кадров
- Главное информационно-технологическое управление
- Главное управление международного сотрудничества
- Управление делами
- Правовое управление
- Организационно-мобилизационное управление
- Управление информации и общественных связей
- Финансово-экономическое управление
- Управление режима и информационной безопасности
- Экспертное управление
- Аналитическое управление
- Административно-хозяйственное управление
- Управление специальной связи
- Медицинское управление
- Отдел дознания
- Контрольно-ревизионная инспекция

## Образовательные учреждения ФСНП России
- Институт налоговой полиции Финансовой академии при Правительстве Российской Федерации (на правах факультета Академии), создан в феврале 1994 г.

- Центр подготовки сотрудников налоговой полиции в г. Санкт-Петербурге, образован в феврале 1994 г., преобразован в филиал Академии налоговой полиции в г. Санкт-Петербурге в июле 2000 г., с мая 2002 г. Северо-Западный институт повышения квалификации сотрудников налоговой полиции

- Центр подготовки сотрудников налоговой полиции в г. Хабаровске, образован в апреле 1995 г., преобразован в Дальневосточный институт повышения квалификации сотрудников налоговой полиции

- Институт повышения квалификации руководящих работников и специалистов федеральных органов налоговой полиции, создан в феврале 1995 г. на базе Института повышения квалификации руководящих работников и специалистов службы быта (в 1996 г. на правах филиала включён в состав Академии налоговой полиции ФСНП России)

- Академия налоговой полиции ФСНП России. Создана в июле 1996 г.

## Печатные издания
Печатным изданием ФСНП России являлась газета «Налоговая полиция».

## Ведомственные награды
- Нагрудный знак «Почётный сотрудник налоговой полиции»
- Нагрудный знак «За службу в налоговой полиции» I, II и III степеней
- Почётная грамота ФСНП России
- Благодарность ФСНП России

## Память, отражение в культуре и искусстве
Режиссёром Апасяном был создан телесериал о налоговой полиции «Маросейка, 12».
Выходили книги детективного жанра о налоговой полиции; среди них книги сотрудника ведомства писателя Николая Иванова (дилогия «Департамент налоговой полиции» и другие).
Налоговой полиции посвящена 17 серия 5 сезона отечественного телесериала "Улицы разбитых фонарей".

## В других странах

Налоговые полицейские в Вероне, Италия

В ряде стран СНГ и Литве были созданы аналогичные ведомства. Впоследствии казахстанская налоговая полиция была преобразована в финансовую полицию, на которую возложена функция борьбы с коррупцией.